# 铺子湾镇
铺子湾镇，是中华人民共和国四川省内江市威远县曾经下辖的一个镇。2019年12月，撤销铺子湾镇，将其所属行政区域划归严陵镇管辖。

## 行政区划
铺子湾镇撤销前下辖以下地区：
街村社区、红星村、王家村、马道村、长石村、岐山村、护林村、龙泉村和双岭村。